# Andrea Cantoni
Pour les articles homonymes, voir Cantoni.
Andrea Cantoni, né le 11 septembre 2000 à Cesena (Émilie-Romagne), est un coureur cycliste italien.

## Biographie
En juin 2021, il crée la surprise en s'imposant sur l'étape inaugurale du Tour d'Italie espoirs, après une échappée,.

## Palmarès et résultats

### Palmarès par année
- 2018
  - 3e du Tour du Frioul juniors
- 2021
  - 1re étape du Tour d'Italie espoirs
- 2022
  - 2e du Trofeo Gavardo Tecmor
- 2023
  - 3e du Trofeo Città di San Giovanni Valdarno
  - 3e du Grand Prix de la ville de Montegranaro

### Classements mondiaux
| Année                                 | 2021  | 2022 | 2023 | 2024  |
| ------------------------------------- | ----- | ---- | ---- | ----- |
| Classement mondial                    | 1988e | nc   | nc   | 2845e |
| UCI Europe Tour                       | 1346e | nc   | nc   | nc    |
|                                       |       |      |      |       |
| Légende : nc = non classéSource : UCI |       |      |      |       |